# Sylke Calleeuw
Sylke Calleeuw est une joueuse de football belge née le 22 septembre 1992.

## Biographie
En 2019, elle est transférée au Standard de Liège, après trois saisons passées au KRC Genk Ladies. 
Auparavant, elle évoluait au PSV, où elle n'a joué que 12 matchs en quatre ans. 
Elle a aussi joué au DVC Eva's Tirlemont. 

## Palmarès
- Finaliste de la Coupe des Pays-Bas en 2014 avec le PSV Eindhoven